# Monchy-Humières
Monchy-Humières é uma comuna francesa na região administrativa de Altos da França, no departamento de Oise. Estende-se por uma área de 7,8 km². Em 2010 a comuna tinha 789 habitantes (densidade: 101,2 hab./km²).